# پرتره کنتس اوسونویل

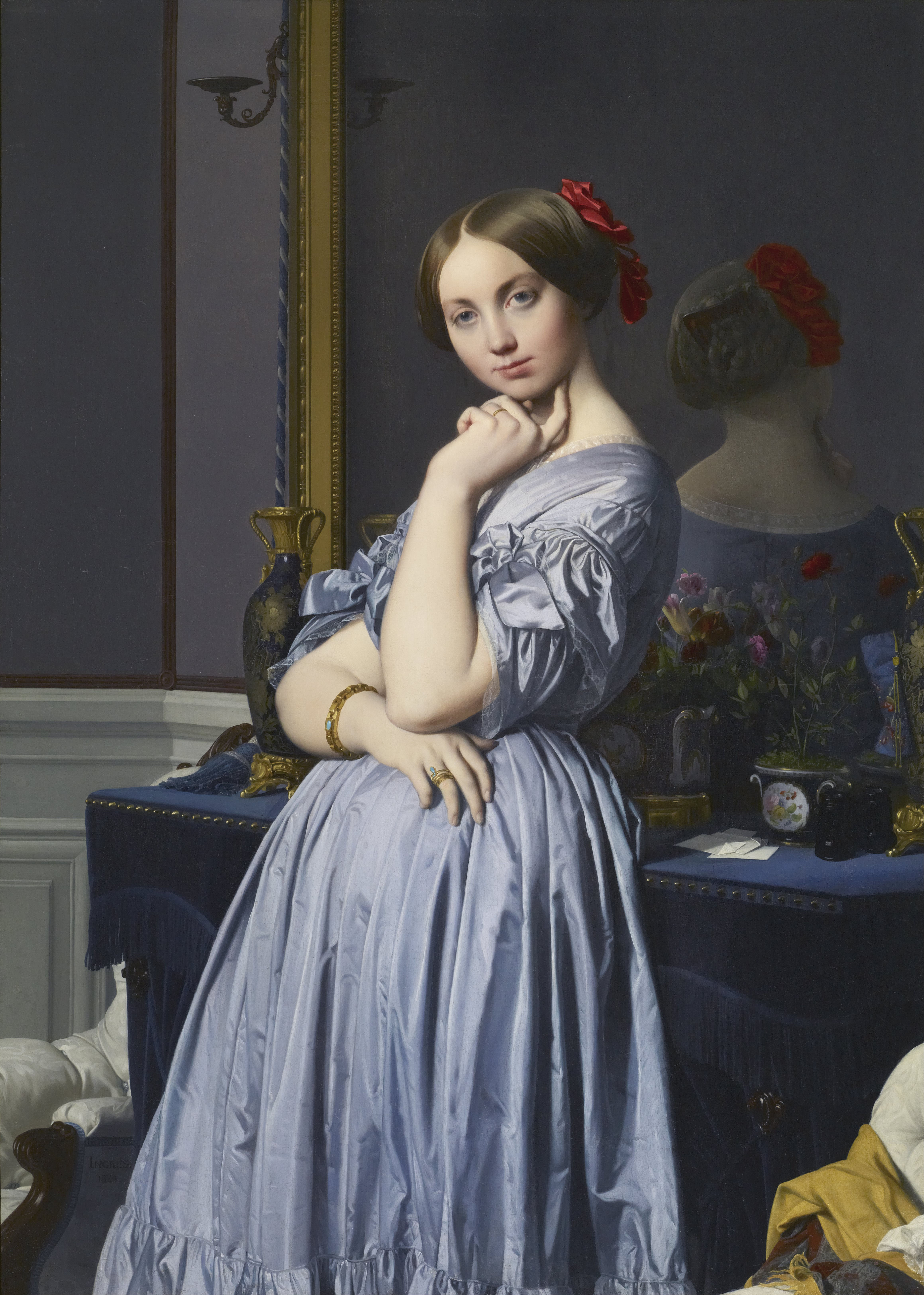
انگر، پرتره کنتس اوسونویل, ۱۸۴۵, ۱۳۱٫۸ در ۹۱ سانتی‌متر. مجموعه فریک، نیویورک

پرتره کنتس اوسونویل یک نقاشی رنگ روغن روی بوم است که توسط هنرمند نوکلاسیسیسم فرانسوی ژان اگوست دومینیک انگر در سال ۱۸۴۵ ایجاد شده‌است.
لوئیز دو بوروی، کنتس اوسونویل، در خانه ثروتمند بروگلی نشسته‌است. شاهزاده خانم بروگلی، که بعدها انگر وی را به تصویر کشید. ۱۸۵۱–۵۳، با آلبرت دو بروگلی، برادر لوئیز سیاستمدار سلطنت طلب فرانسوی، دیپلمات و نویسنده ازدواج کرد
. لوئیز دو بروگلی با تحصیلات بالا، بعداً مقاله‌نویس و زندگینامه نویس شد و رمان‌های عاشقانه تاریخی را براساس زندگی لرد بایرون، رابرت امت و مارگارت ولوا منتشر کرد.
این نقاشی یکی از پرتره‌هایی سفارشی است که انگر در آن زمان پذیرفت، زیرا او بیشتر به موضوع نئوکلاسیک علاقه داشت که برای او درآمدزایی بسیار کمتری نسبت به تصویرگری داشت. او یک طرح مقدماتی تهیه کرده بود و دو سال قبل نسخه رنگ روغن و بوم خود را آغاز کرده بود، اما وقتی دی بروگلی باردار شد کمیسیون را کنار گذاشت و دیگر نمی‌توانست برای مدت‌های طولانی به ژست بپردازد، و او به هر حال غیرقابل توصیف و "خسته کننده" بود. " کار نهایی در سمت چپ پایین امضا و تاریخ گذاری شده‌است.
.

## سفارش
در سال ۱۸۴۵ شهرت انگر در اوج بود و او به عنوان یک چهره‌نگار بسیار مورد توجه بود. در آن زمان، او فقط به دو پرتره متعهد بود. اثر فعلی و پرتره بارون دو روچیلد. وی امروزه بیشتر برای پرتره‌هایی از این دست شناخته شده‌است.
لوئیز دو بروگلی (۱۸۱۸–۱۸۸۲) در زمان تصویربرداری ۲۷ ساله بود. انگر دو تا سه سال قبل او را با گچ سیاه به عنوان نقاشی مقدماتی طراحی کرد و یک نقاشی روی بوم نقاشی را آغاز کرد که شامل آینه و تصاویر منعکس نشده‌است، و حالت را معکوس می‌کند، اما این کار رها شد. جلسات طولانی و آهسته بود، و دی بروگلی آنها را خسته کننده دانست، در یک مرحله با شکایت از انگر ،" فرزند سوم خود باردار شد، بنابراین دیگر نتوانست ژست بیشتری بگیرد و نقاشی سال ۱۸۴۲ ناتمام ماند و پرتره سال ۱۸۴۵ تکمیل شد.

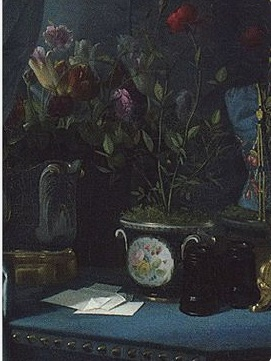
جزئیات